# Adrianus van der Grient
Adrianus van der Grient (Zaltbommel 16 maart 1858 - Baarn, 7 september 1941) was een Nederlandse portretfotograaf.
Adrianus was zoon van Johannes Jacobus van der Grient en Sophia Groothoff. Hij huwde Carolina Josina Elisabeth van Houts (1833-1934). In 1941 werd hij als weduwnaar begraven op de Nieuwe algemene begraafplaats aan de Wijkamplaan in Baarn. 

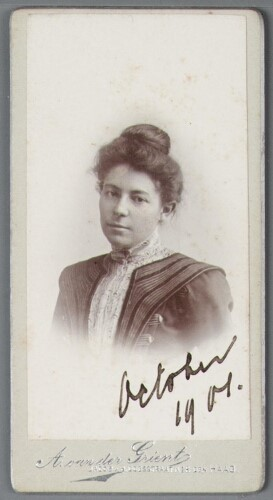
Foto van Lizzy van Dorp door A. van der Grient

In 1877 begon hij als fotograaf in opleiding bij Henri de Louw te Delft en werkte vervolgens als student fotograaf bij 'Wollrabe' in Den Haag. Na een periode als fotograaf te hebben gewerkt met G.M. Koentz werd hij zelfstandig fotograaf aan de Jacob van der Doesstraat 8. Hierna werkte hij in Baarn.

## Carte-de-visite
Van der Grient maakte vooral cartes de visites, voorloper van de latere visitekaartjes. Deze kartonnen kaartjes waren aan de voorzijde beplakt met een op papier gedrukte foto van ongeveer 9 x 6 centimeter. De naam van de fotograaf of studio stond gedrukt op de achterzijde. Dergelijke kaartjes werden bewaard in een speciaal album of etui.